# Bobbie Singer
Tina Schosser (Linz, 22 de febrero de 1981), más conocida por su seudónimo Bobbie Singer, es una cantante austriaca, conocida por su participación en el Festival de la Canción de Eurovisión 1999.

## Carrera
Su carrera comienza a los 15 años de edad, cuando logra firmar un contrato discográfico y lanza su primer sencillo, titulado "Egoistic", pero no alcanzó a entrar en las listas de éxitos.

## Eurovisión 1999
En 1999, ella fue elegida de manera interna por la radiofusora ORF, con la canción «Reflection» para representar a su país en el Festival de Eurovisión, que se celebró en la ciudad de Jerusalén (Israel) el 29 de mayo. La canción, alcanzó el 10.º puesto con 65 puntos.
"Reflection" se convirtió en el único sencillo de Singer en entrar a las listas de éxitos, alcanzando el 30.º puesto.

## Después de Eurovisión
En 2000 ella grabó «Before I Die», la canción principal de la banda sonora de la película Seven Days to Live.
Singer dejó su carrera como músico a comienzos de la década de 2000, pero se mantiene activa en el ámbito local, realizando presentaciones de rock/electrónica con una banda de indie en Viena.